# Île Middle
Pour les articles homonymes, voir Middle Island.
L'île Middle est une île inhabitée du Canada. Il s'agit du point le plus au sud de tout le pays.  Elle fait partie du parc national de la Pointe-Pelée.

## Géographie
L'île Middle est située dans la province de l'Ontario, dans le lac Érié, juste au sud de l'Île Pelée.
Cette île est située plus au sud que Boston, Détroit ou Rome. En fait, 13 États des États-Unis sont intégralement situés à des latitudes plus élevées (Alaska, Dakota du Nord, Dakota du Sud, Idaho, Maine, Minnesota, Montana, Nevada, New Hampshire, Oregon, Vermont, Washington, Wisconsin) et 14 autres en partie (Californie, Connecticut, Illinois, Indiana, Iowa, Massachusetts, Michigan, Nebraska, New York, Ohio, Pennsylvanie, Rhode Island, Utah, Wyoming).

## Histoire
Pendant la Prohibition, l'île était un point de dépôt d'alcool avant son transfert à bord de bateaux rapides vers la côte nord de l'Ohio. Il y eut également par le passé une piste pour les avions d'environ 300 m de long, se terminant dans l'eau des deux côtés. Un manoir s'élevait jadis sur l'île, dont seules les fondations subsistent encore.
L'île Middle  ne possède aucun aménagement et est devenu une réserve naturelle au cours des dix dernières années. L'île est classée comme zone de protection environnementale par le township de Pelee.